# SO(4)
В математике SO(4) — группа вращений вокруг фиксированной точки (начала координат) в четырёхмерном евклидовом пространстве. Название возникло из-за того, что эта группа изоморфна специальной ортогональной группе степени 4.